# Gea (geslacht)
Gea is een geslacht van spinnen uit de  familie van de wielwebspinnen (Araneidae).

## Soorten
- Gea africana Simon, 1895
- Gea argiopides Strand, 1911
- Gea bituberculata (Thorell, 1881)
- Gea eff Levi, 1983
- Gea heptagon (Hentz, 1850)
- Gea infuscata Tullgren, 1910
- Gea nilotica Simon, 1906
- Gea spinipes C. L. Koch, 1843
  - Gea spinipes nigrifrons Simon, 1901
- Gea subarmata Thorell, 1890
- Gea theridioides (L. Koch, 1872)
- Gea transversovittata Tullgren, 1910
- Gea zaragosa Barrion & Litsinger, 1995